# The Magazine of Fantasy & Science Fiction

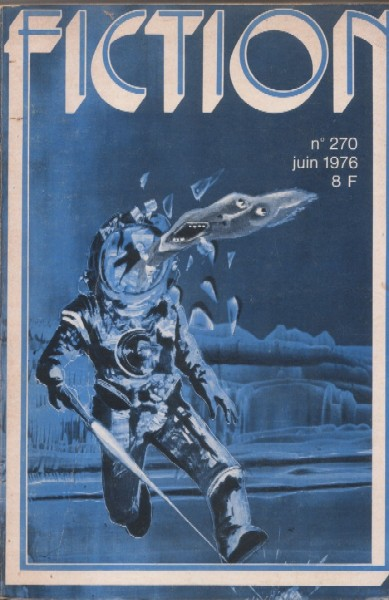
Capa da revista The Magazine of Fantasy & Science Fiction

The Magazine of Fantasy & Science Fiction (posteriormente, Fantasy & Science Fiction e geralmente citado apenas como F&SF) é uma revista estadunidense de ficção científica e fantasia, publicada inicialmente em 1949 pela Mystery House e posteriormente pela Fantasy House. Ambas eram subsidiárias da Mercury Press de Lawrence Spivak, que assumiu como editor em 1958.
Inicialmente The Magazine of Fantasy (Outono de 1949), com Anthony Boucher e J. Francis McComas como editores, o título foi ampliado para The Magazine of Fantasy and Science Fiction a partir do segundo número. Trocando o "and" por um "&", tornou-se The Magazine of Fantasy & Science Fiction a partir do sexto número (Fevereiro de 1951), voltando a ser The Magazine of Fantasy and Science Fiction na edição 17 (Outubro de 1952). O "&" reapareceu em Maio de 1979, e o título foi finalmente abreviado para Fantasy & Science Fiction a partir da edição de Outubro de 1987.

## No Brasil
O Brasil teve duas versões da F&SF, publicadas por um curto período. A primeira chamou-se Galáxia 2000 e foi lançada pelas Edições  O Cruzeiro  em 1968, com apenas seis edições. A segunda foi lançada no início de 1970 pela Livraria do Globo, de Porto Alegre. Era o Magazine de Ficção Científica, editado por Jerônymo Monteiro até a morte deste, ainda em 1970..
O Magazine teve vinte edições e durou até novembro de 1971.